# شراب ایتالیایی

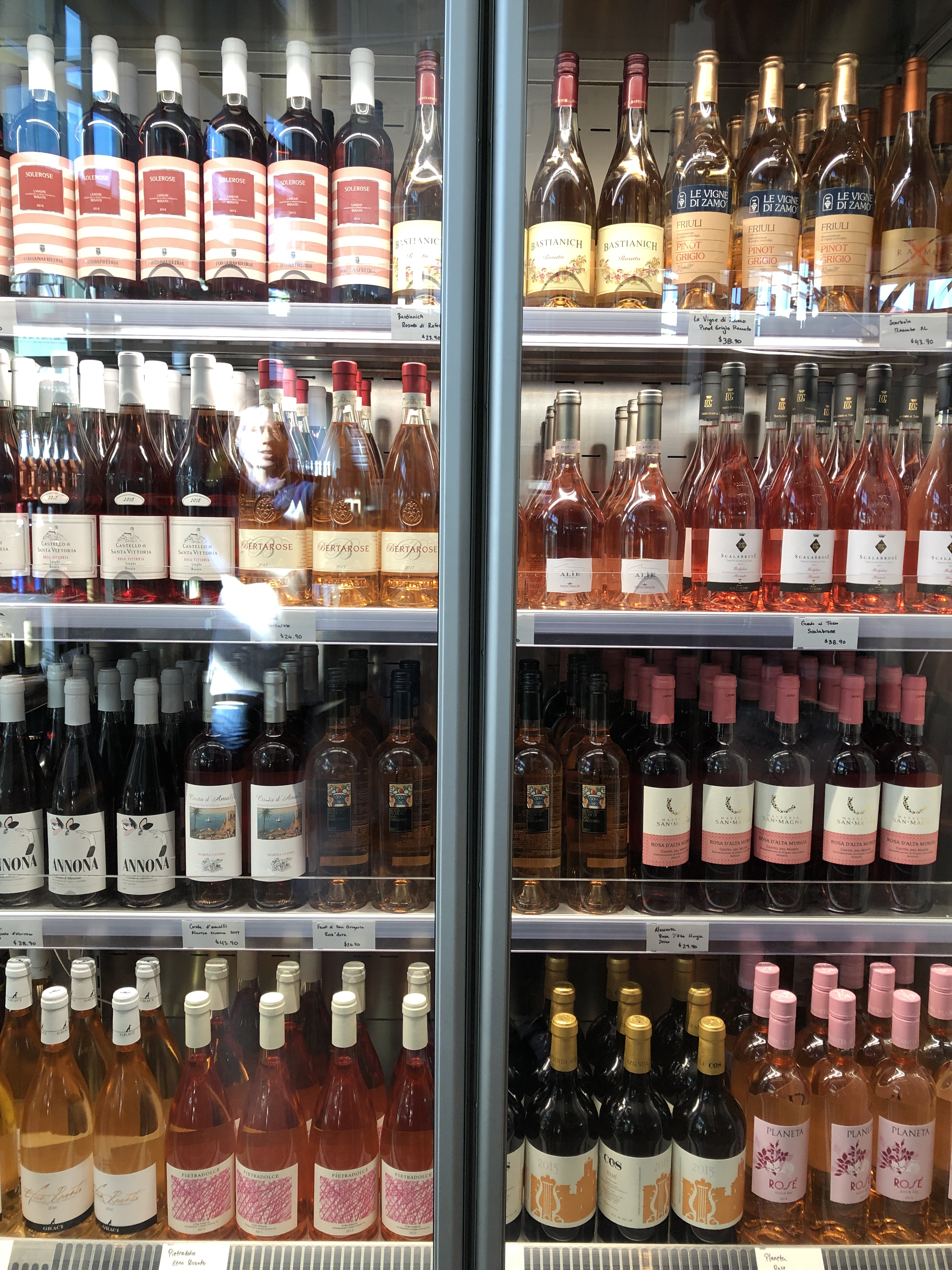
انواع شراب ایتالیایی

شراب ایتالیایی در منطقه‌های مختلف ایتالیا تولید می‌شود و از قدیمی‌ترین مناطق تولید شراب در جهان است. ایتالیا با مساحت ۷۰۲٬۰۰۰ هکتار (۱٬۷۳۰٬۰۰۰ جریب فرنگی) زیر کشت تاکستان، بزرگترین تولیدکننده شراب در جهان است و میانگین سالانه ۴۸٫۳ میلیون لیتر شراب در سال‌های ۲۰۱۳ تا ۲۰۱۷ دارد. در سال ۲۰۱۸، ایتالیا ۱۹ درصد از تولید جهانی شراب را به خود اختصاص داد و بالاتر از فرانسه (۱۷ درصد) و اسپانیا (۱۵ درصد) قرار گرفت. شراب ایتالیایی هم در سراسر جهان صادر می‌شود و هم در داخل در میان ایتالیایی‌ها که به‌طور متوسط سالانه ۴۲ لیتر شراب مصرف می‌کنند، محبوبیت دارد و رتبه پنجم مصرف جهانی شراب را دارد.
اتروسک‌ها و مهاجران یونانی قبل از اینکه رومی‌ها تاکستان‌های خود را در قرن دوم پس از میلادی بکارند در ایتالیا شراب تولید می‌کردند. رومی‌ها با استفاده از روش‌های کارآمد کشت انگور و شراب‌سازی، سطح زیر کشت انگور ایتالیا را تا حد زیادی افزایش دادند و در مقیاس بزرگ در تکنیک‌های تولید و ذخیره‌سازی مانند بشکه‌سازی و بطری‌سازی را پیشگام کردند.

## پیشینه
تاک‌های انگور وحشی Vitis vinifera برای هزاران سال در ایتالیا کشت می‌شدند. قبلاً اعتقاد بر این بود که کشت انگور توسط میسنی‌ها به سیسیل و جنوب ایتالیا معرفی شده‌است، زیرا سنت‌های شراب سازی در ایتالیا تا زمانی که اولین مستعمره نشینان یونانی در حدود ۸۰۰ سال قبل از میلاد وارد سواحل ایتالیا شدند، شناخته شده بود. با این حال، اکتشافات باستان‌شناسی در مونت کرونیو در سال ۲۰۱۷ نشان داد که کشت انگور در سیسیل حداقل تا ۴۰۰۰ سال قبل از میلاد - حدود ۳۰۰۰ سال زودتر از آنچه قبلاً تصور می‌شد - شکوفا شد.
در زمان روم باستان، کشت کلان در بسیاری از مناطق ساحلی ایتالیا رشد کرد و به حدی گسترش یافتند که در سال ۹۲ پس از میلاد، امپراتور دومیتیان مجبور شد تعداد زیادی از تاکستان‌ها را نابود کند تا زمین‌های حاصلخیز را آزاد کند.
در این زمان، کشت انگور در خارج از ایتالیا بر اساس قوانین روم ممنوع بود. صادرات به استان‌ها متقابل در ازای برده‌های بیشتر ممکن بود. اگرچه برای بزرگسالان ناخوشایند بود، اما در آن زمان مرسوم بود که جوانان شراب مخلوط با نسبت خوبی از آب بنوشند.

## سیستم نامگذاری ایتالیایی

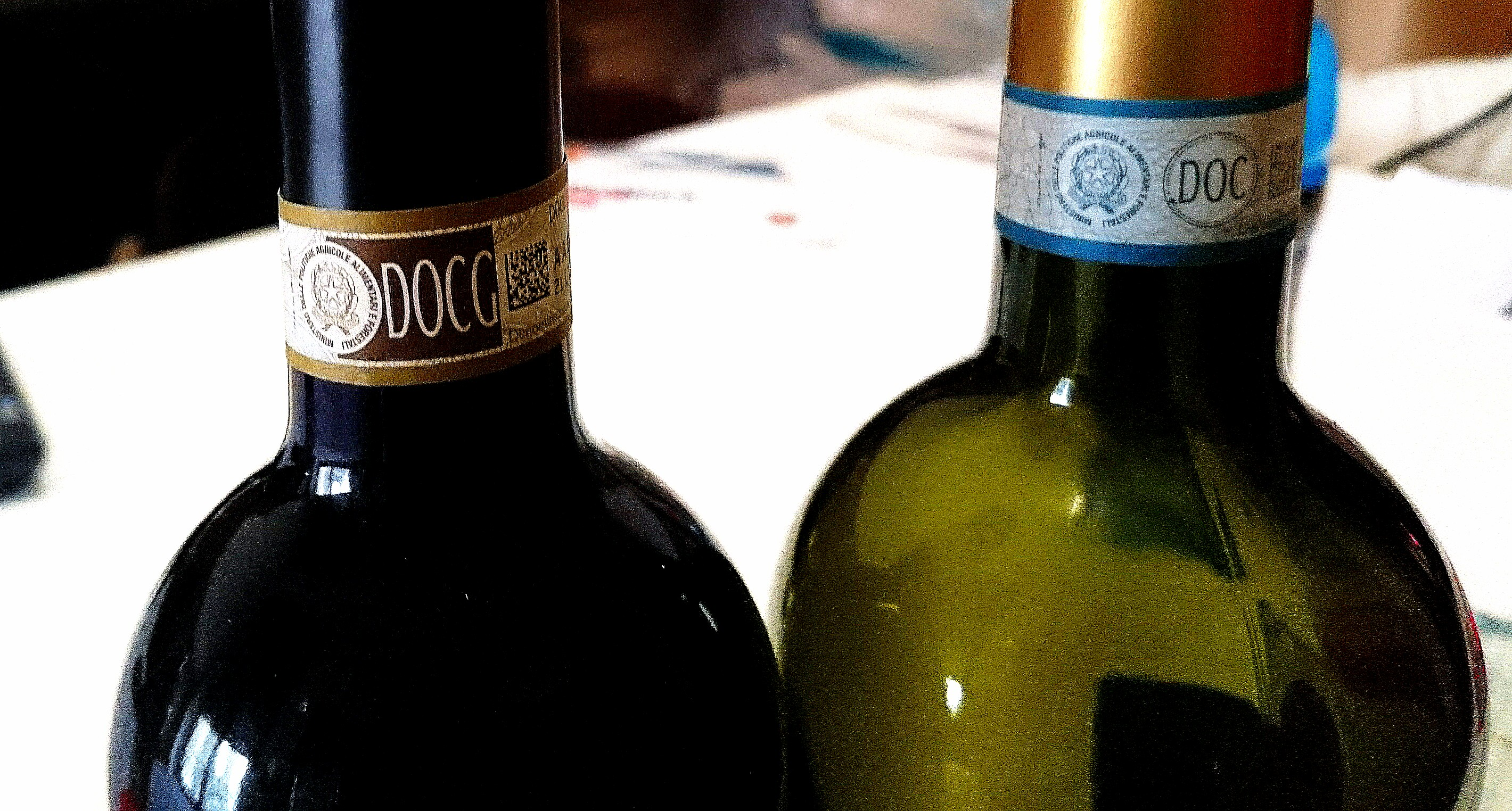
برچسب‌های DOCG و DOC روی دو بطری شراب

در سال ۱۹۶۳، اولین سیستم رسمی طبقه‌بندی شراب ایتالیایی راه اندازی شد. از آن زمان، اصلاحات و الحاقات متعددی به این قانون انجام شده‌است.

## بیشتر خواندن
- La Sicilia del Vino, di S. Barresi, E. Iachello, E. Magnano di San Lio, A. Gabbrielli, S. Foti, P. Sessa. Fotografia Giò Martorana, Giuseppe Maimone Editore, Catania 2003
- Kerin O'Keefe, Brunello di Montalcino. Understanding and Appreciating One of Italy's Greatest Wines, University of California Press, 2012. شابک ‎۹۷۸۰۵۲۰۲۶۵۶۴۶ISBN ۹۷۸۰۵۲۰۲۶۵۶۴۶
- Kerin O'Keefe, Barolo and Barbaresco. The King and Queen of Italian Wine, University of California Press, 2014. شابک ‎۹۷۸۰۵۲۰۲۷۳۲۶۹ISBN ۹۷۸۰۵۲۰۲۷۳۲۶۹